# Хари Винкс
Хари Били Винкс (енгл. Harry Billy Winks; Хемел Хемпстед, 2. фебруар 1996) енглески је везни фудбалер који тренутно игра за Лестер Сити.

## Младост и приватни живот
Хари Винкс је рођен 2. фебруара 1996. у Хемел Хемпстеду од оца Гарија и мајке Аните. Одрастао је у родном граду. Винкс је навијач Тотенхем хотспера, први меч на Вајт Харт Лејну одгледао је са шест година. Те исте године је ушао у Тотенхемову академију.

## Клупска каријера

### Тотенхем Хотспер

#### Почетак каријере
Винкс је продукт Тотенхемових омладинаца. У сезони 2013/14. први пут је тренирао с првим тимом, а први пут у тиму био је 30. марта 2014. када је био на клупи током Тотенхемовог пораза од Ливерпула од 4 : 0. Дана 27. јула 2014. потписао је први професионални уговор са Тотенхемом. Први пут је заиграо 27. новембра 2014. у групној утакмици Лиге Европе против Партизана када је ушао у игру уместо Паулиња у победи од 1 : 0 на Вајт Харт Лејну.
Винкс је 6. јула 2015. потписао нови уговор с Тотенхемом до 2018. са опцијом додатне године. Дат му је број 29 и први пут је заиграо те сезоне као измена у победи од 3 : 1 против Карабага.

#### Сезона 2016/17.
Премијерлигашки деби добио је 27. августа 2016. када је касно ушао у игру у утакмици против Ливерпула која се завршила резултатом 1 : 1.
Већ 19. новембра 2016. Винкс је играо свих 90 минута против Вест Хема. Током утакмице је дао свој први гол у каријери за резултат од 1 : 1. Тотенхем је онда победио Вест Хем 3 : 2 с драматичним крајем дававши два касна гола. Винкс је први пут заиграо у ФА купу 8. јануара 2017. против Астон Виле када је Тотенхем победио са 2 : 0. Нови уговор је потписао 14. фебруара 2017, а важио је до 2022. Првог априла, у утакмици против Бернлија, доживео је тешку повреду лигамента у чланку и није играо више ниједном те сезоне.

#### Сезона 2017/18.
Винкс је почео сезону 2017/2018. као измена док се опорављао од повреде. Први старт сезоне добио је у Енглеском Лига купу против Барнслија у победи од 1 : 0. Следећи старт је добио у Лиги Шампиона против АПОЕЛ-а. После само једног старта целе сезоне (у победи над Хадерсфилдом од 4 : 0) позван је у репрезентацију Енглеске. Добио је похвале за утакмицу Лиге Шампиона против Реал Мадрида када је издржао веома добро против Луке Модрића и Тонија Кроса. Међутим, 5. новембра 2017, у мечу против Кристал Паласа, повредио је чланак и није играо последња три месеца ове сезоне, иако је прво пробао да игра кроз бол. Нови уговор је потписао 17. маја 2018. који је важио до 2023.

#### Сезоне 2018/19.
После дугог периода у коме му је требала операција, Винкс се вратио у тим против Фулама где је ушао као измена. Први старт сезоне био је у утакмици против Ливерпула када је Тотенхем изгубио 2 : 1. У гостојућој утакмици против Фулама у јануару 2019. дао је погодак у последњем минуту утакмице за победу од 2 : 1, његов први гол још од новембра 2016. Дана 1. јуна 2019. стартовао је у Финалу Лиге Шампиона против Ливерпула.
Винкс је потписао нови уговор са Тотенхемом јула исте године који траје до 2024.

## Међународна каријера
Винкс је 2. октобра 2017. први пут позван у репрезентацију Енглеске за квалификације за светско првенство 2018. против Словеније и Литваније. Деби је добио када је стартовао у победи над Литванијом од 1 : 0 што је била последња утакмица квалификација за светско првенство те године. Добио је пуно похвала за ту утакмицу против Литваније. Винкс није играо у Светском првенству због повреде, али се вратио у репрезентацију за Лигу Нација 2018/19. у утакмици против Шпаније када је Енглеска победила резултатом 3 : 2, први Шпански пораз код куће још од 2003.
Винкс је постигао први гол у репрезентацији Енглеске када су победили Косово резултатом 4 : 0 у квалификацијама за европско првентсво 2020.

## Трофеји

### Лестер Сити
- Чемпионшип (1) : 2023/24.